# 原さやか
原 さやか（はら さやか、1986年9月23日-）は、愛知県岡崎市出身のタレント。ラジオパーソナリティー。愛知県立豊野高等学校、名古屋文理大学情報メディア学科卒業。
NTB所属。
愛称は、原ちゃん、原監督など。

## 人物
- ジャニーズ好きを公表しており、特にKinKi Kidsのファンである[1]。
- 名字が、プロ野球・読売ジャイアンツの原辰徳監督と同じ「原」であることから、「監督」と呼ばれている。
- 2014年4月に結婚。

## 出演番組

### 現在の出演番組
@FM（FM愛知）
- Oshi☆Men Fun Club（日曜18:30-18:55）
- Pasco ONE PLATE MENU（金曜「crisp air」内）
- @FM SUNDAY SPECIAL（日曜19:00-19:55・不定期）
- @FM HOT TR@CKS
- @FM HEADLINE NEWS[2]

### 過去の出演番組
FM Aichi（FM愛知）
- Boot!!Beat!!
- ラジマル!!（9:00-11:00）
- MORNING MAXX!!（7:30-11:00）
- MAXX!!FRIDAY（7:30-10:45）
- Artist File 2015（木曜20:30-21:00）

K-MIX（静岡エフエム放送）
- LEAGUE-KANOGAWA 伊豆WATER HEAVENS

静岡放送（SBS)
- はままつトキメキ出逢い旅